# Józef Wojsznis
Józef Wojsznis (ur. 1923 w Kletkienikach koło Nowogródka, zm. 1998) – polski ekonomista specjalizujący się w zarządzaniu w przedsiębiorstwie, profesor Politechniki Łódzkiej.
W 1953 roku uzyskał dyplom magistra ekonomii po ukończeniu studiów w Wyższej Szkole Ekonomicznej w Łodzi. W 1961 roku rozpoczął pracę w Katedrze Ekonomiki Przemysłu Politechniki Łódzkiej. Specjalizował się w zakresie organizacji i zarządzania przemysłu chemicznego. Był wybitnym specjalistą z dziedziny rachunku ekonomicznego efektywności substytucji czynników produkcji. Autor 6 monografii, 5 skryptów akademickich oraz 22 artykułów naukowych. W Instytucie Organizacji i Zarządzania pełnił funkcję zastępcy dyrektora ds. nauki oraz kierownika Zespołu Dydaktycznego Organizacji i Zarządzania Przemysłu Chemicznego. Zostały mu nadane liczne odznaczenia, w tym Krzyż Oficerski Orderu Odrodzenia Polski, Krzyż Partyzancki i Medal Komisji Edukacji Narodowej. Odszedł na emeryturę w 1993 roku.